# Ömer Kalyoncu
Ömer Soyer Kalyoncu (sinh năm 1950) là chính trị gia Síp thuộc Thổ Nhĩ Kỳ, giữ chức Thủ tướng Bắc Síp từ ngày 16 tháng 7 năm 2015.